# Home Nations
Home Nations é o termo usado no Reino Unido para se referir às quatro nações constituintes do país como entidades separadas e distintas. As Home Nations são:
- Inglaterra
- Irlanda do Norte
- Escócia
- País de Gales

O termo é usado particularmente em contextos esportivos, já que as quatro partes costumam ter federações esportivas independentes entre si.